# Ligne de tramway N (TELB)
Pour les articles homonymes, voir Ligne N.
La ligne N est une ancienne ligne du tramway de Lille.

## Histoire
La ligne est supprimée le 28 février 1949.